# Kitaya
Kitaya ist ein Verwaltungsbezirk (Ward) des Distrikts Nanyamba Town Council in der tansanischen Region Mtwara. 

## Geografie
Kitaya liegt im Südosten von Tansania rund 40 Kilometer südlich der Regionshauptstadt Mtwara. Begrenzt wird der Bezirk im Südosten durch der Fluss Rovuma, der auch die Grenze zu Mosambik bildet. Die Fläche des Bezirks beträgt 120 Quadratkilometer. Bei der Volkszählung 2022 lebten hier 9135 Menschen in 2643 Haushalten.

## Gliederung
Der Bezirk besteht aus sechs Gemeinden (Mtaa) mit 24 Orten (Kitongoji):
| Mayembe Juu - Mayembe - Gulioni A - Gulioni B | Dindwa - Mpakani - Tanita - Musoma - Milumba | Mayembe Chini - Shuleni - Mnazi Mmoja - Gulioni - Mkunguni - Mayembe | Mchanje - Sogea - Msikitini - Ruvuma - Rizika | Kitaya - Zambia - Azimio - Shangani - Mandela - Madukani | Kihamba - Mjoma - Tipuli - Kihamba chini |

## Wirtschaft und Infrastruktur
- Gesundheit: Im Bezirk liegen zwei staatliche Apotheken, je eine in den Orten Kitaya[7] und Mayembe Chini.[8]
- Gericht: In Kitaya befindet sich ein Gericht erster Instanz.[9]
- Bildung: Die Kitaya Secondary School ist eine staatliche Tagesschule, die Jugendliche bis zur 4. Stufe ausbildet.[10]

## Sonstiges
Am 15. Oktober 2020 überfielen IS-Terroristen aus Mosambik Kitaya und ermordeten 20 Menschen.